# Classe 5
La Classe 5  est un char à voile, léger, qui existe depuis les championnats du monde de char à voile 1980. Il permet de rouler sur des plages plus petites. C'est la classe qui a le plus évolué, tant sur les formes de châssis que le développement des gréements et par l’utilisation de matériaux toujours plus légers et résistants.

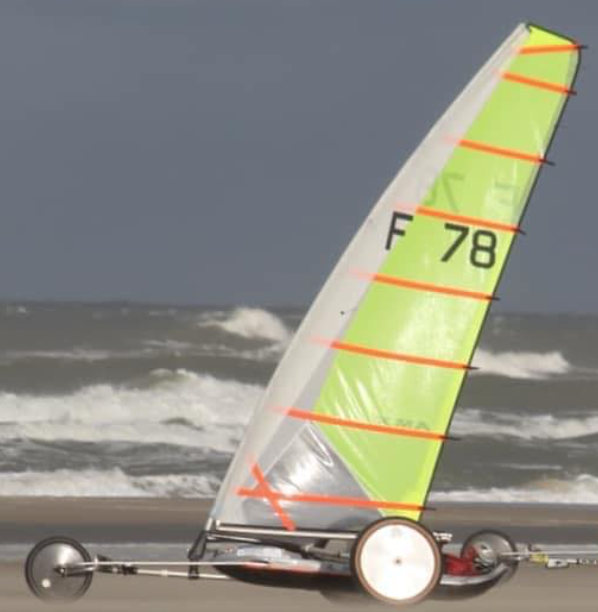
Le Classe 5 Sport.

## Spécifications du char à voile
L'international sailing and racing rules (ISRR) définit les spécifications ci-dessous.
- La largeur du char à voile, entièrement équipé avec un pilote dans le cockpit, ne doit pas être supérieur à 2 m.

- La longueur de la partie portante de la carrosserie ne doit pas dépasser 2,50 m.

- Le diamètre maximum des roues ne doit pas dépasser 750 mm, pneu compris.

- La distance entre l’essieu de la roue avant et l’essieu des roues arrière ne doit pas dépasser 3,8 m.

- Le poids minimum du char, complètement équipé, est de 50 kg.

- La surface de propulsion totale maximale, c'est-à-dire : voile + mât + flèche, ne doit pas dépasser 5,50 m2.

- Le point le plus bas de la bôme ne doit jamais être en dessous de 45 cm du sol et des yeux du pilote.

- La longueur du mât, doit être telle que la longueur du mât + la distance du bas du mât au sol soit inférieure à 5,50 m[1].

## Caractéristiques techniques
- Vitesse: environ 100 km/h
- Surface propulsive : 5,5 m2
- Largeur : 2 m
- Empattement avant-arrière : 2,50 m
- Poids : 50 kg
- Roues arrière : 26″

## Variantes du Classe 5
La Classe 5 Promo, est une réplique du Classe 5 Sport, mais conçu pour être plus accessible, polyvalente et robuste. Plus accessible à tous les niveaux de pratique : petites roues, voile Dacron, pas d’aluminium. La largeur du char ne dépasse pas 2 m, le mât 5,35 m, la surface de voile 5,50 m², le poids minimum du char est de 50 kg.

## Autres classes de char à voile
- Classe Standart
- Classe 2
- Classe 3
- Classe 7
- Mini Yacht
- Classe 8